# Sesioctonus diazi
Sesioctonus diazi är en stekelart som beskrevs av Briceno 2003. Sesioctonus diazi ingår i släktet Sesioctonus och familjen bracksteklar. Inga underarter finns listade i Catalogue of Life.